# Heilung (Recht)
Unter Heilung (auch Konvaleszenz) wird im rechtlichen Zusammenhang die Überwindung eines Formmangels verstanden, z. B. bei einem durch Formmangel schwebend unwirksamen Rechtsgeschäft.

## Grundsätze im Zivilrecht
Die Nichtbeachtung der für ein Rechtsgeschäft vorgeschriebenen Form führt in der Regel zur Nichtigkeit (beispielsweise § 125 BGB). Unter bestimmten Voraussetzungen kann aber eine Heilung stattfinden, das heißt, die Rechtshandlung wird wirksam.
Beispiele:
- Ein Schenkungsversprechen oder Schenkungsvertrag erfordert nach österreichischem und deutschem Recht der notariellen Beurkundung. Der Mangel der Form wird aber durch Bewirkung der versprochenen Leistung (z. B. bei der Schenkung einer beweglichen Sache durch Eigentumsübertragung gemäß § 929 S. 1 BGB) geheilt (z. B. § 518 Abs. 2 BGB).
- Der Formmangel eines Kaufvertrags über ein Grundstück, der nicht vollständig notariell beurkundet wurde, wird geheilt, wenn Auflassung und Eintragung im Grundbuch erfolgen (§ 311b BGB).
- Ein zunächst nach § 108 BGB wegen fehlender Einwilligung der Eltern unwirksames Rechtsgeschäft wird durch Erfüllung im Sinne des § 362 BGB nach § 110 BGB geheilt (sogenannter Taschengeldparagraph).[2]
- Beispiele sind auch die Konvaleszenz nach österreichischem § 1432 ABGB (soweit die vereinbarten Leistungen tatsächlich erbracht werden) oder – aus dem Grundsatz der exceptio rei venditae et traditae nach § 366 Satz 2 ABGB – einer Heilung des Verfügungsgeschäfts durch späteren Eigentumserwerb desjenigen, der eine Sache veräußerte, ohne ihr Eigentümer zu sein[3]

## Öffentliches Recht

### Rechtsnormen
Mit höherrangigem Recht unvereinbare formelle Gesetze sind nach dem Nichtigkeitsdogma unheilbar nichtig. Das gilt nach h. M. auch für Satzungen, wenn das höherrangige Recht für die in Frage stehende Satzung nichts anderes bestimmt hat. Eine solche Ausnahme ist beispielsweise das System der Planerhaltung für Bebauungspläne (§ 214, § 215 BauGB).

### Verwaltungsakte
Nach den allgemeinen Grundsätzen führen formelle Fehler eines Verwaltungsakts zur Rechtswidrigkeit. und damit zur Aufhebbarkeit. Das wird bisweilen als ökonomisch unsachgerecht erachtet. Daher hilft die Regelung des § 45 VwVfG weiter, soweit der Katalog des § 45 Abs. 1 Nr. 1-5 VwVfG erfüllt ist, weil nicht schwerwiegende Verfahrensfehler vorliegen. Danach kann eine Verletzung von Verfahrens- oder Formvorschriften, die den Verwaltungsakt nach § 44 VwVfG nicht nichtig macht, unbeachtlich sein, wenn der für den Erlass des Verwaltungsaktes erforderliche Antrag nachträglich gestellt wird, oder die erforderliche Begründung nachträglich gegeben wird, oder die erforderliche Anhörung eines Beteiligten nachgeholt wird, oder der Beschluss eines Ausschusses, dessen Mitwirkung für den Erlass des Verwaltungsaktes erforderlich ist, nachträglich gefasst wird, oder die erforderliche Mitwirkung einer anderen Behörde nachgeholt wird.